# Radio Agora
Radio Agora (Eigenschreibweise: Radio AGORA) ist der einzige nichtkommerzielle Radiosender in Kärnten. Das Programm ist werbefrei und ein-, zwei- und mehrsprachig und wird im Rahmen des Offenen Zugangs von interessierten freien Radiomachern aus allen Alters- und Gesellschaftsgruppen produziert und gestaltet. Für die slowenische Volksgruppe gibt es während des Tages ein zwölfstündiges Programmangebot in slowenischer Sprache. Acht Stunden der Tagessendeschiene gestaltet die slowenische Redaktion des ORF Landesstudio Kärnten und vier Stunden sendet Radio Agora 105,5 ein slowenischsprachig moderiertes Programm, das sowohl von redaktionellen Mitarbeitern als auch freien Radiomachern gestaltet wird. Um das beiderseitige Interesse und das Verständnis für die Kultur und Sprache zwischen beiden Bevölkerungsgruppen zu fördern, moderiert Radio Agora 105,5 immer wieder auch Sendungen und vor allem Liveübertragungen am Abend slowenisch und deutschsprachig. Von 18.00 Uhr bis 06.00 Uhr wird das Programm ein-, zwei- und mehrsprachig von freien Radiomachern gestaltet. Die Abkürzung Agora steht sowohl für „Arbeitsgemeinschaft offenes Radio“ als auch „Avtonomno gibanje odprtega radia“. Gleichzeitig ist es eine Anlehnung an das griechische Wort Agora, welches den zentralen Versammlungs- und Marktplatz im antiken Griechenland bezeichnet. Träger des Radios ist ein gemeinnütziger Verein, der 1989 gegründet wurde. Der volle Vereinsname lautet „Agora-Verein Arbeitsgemeinschaft offenes Radio/Avtonomno gibanje odprtega radia“ (ZVR-Zahl 224485150), gesendet wird unter dem Namen „Radio Agora 105,5“.

## Geschichte
Bis in die 1990er Jahre herrschte in Österreich noch ein Rundfunkmonopol. Senden durfte nur der Österreichische Rundfunk (ORF). Private Radiobetreiber und -interessierte mussten, weil es keine Möglichkeit gab, eine Lizenz zu erhalten, aus dem Untergrund senden. Die Piratenradios waren geboren. Der Verein Agora nützte die Möglichkeit, von Italien aus ein Programm nach Kärnten/Koroška auszustrahlen. Unter dem Namen „Drugačni Radio za Koroško/das andere Radio für Kärnten“ wurde 1990 bis 1991 samstags und sonntags ein slowenisch-deutschsprachiges Programm gesendet. 1990 brachte Agora (neben vier weiteren Beschwerdeführern) eine Beschwerde gegen das Rundfunkmonopol beim Europäischen Gerichtshof für Menschenrechte in Straßburg ein, u. a. mit der Begründung, dass das Rundfunkmonopol den Zugang zum Medium Hörfunk vor allem für Minderheiten erschwere. 1993 kam es dann zum Durchbruch, als durch das Urteil von Lentia das Rundfunkmonopol in Österreich für unzulässig erklärt wurde. Die Grundlage, dass nichtkommerzielle Privatradios (= Freie Radios) und kommerzielle Privatradios in Österreich senden konnten, war damit gelegt (Als erstes Privatradio nahm der kommerzielle Sender Antenne Steiermark 1995 seinen Sendebetrieb auf).
1997 plante der Verein Agora, sich für die ausgeschriebene Hörfunkzulassung für das „Siedlungsgebiet der slowenischen Volksgruppe in Kärnten“ zu bewerben. Da auch das kommerzielle Privatradio „Radio Korotan GmbH“ dieselbe Zulassung beantragen wollte, verständigten sich die beiden Antragsteller auf einen gemeinsamen Antrag und einigten sich darauf, im Fall der Bewilligung die Frequenzen zu jeweils zwölf Stunden zu bespielen.
Um den gesetzlichen Richtlinien zu entsprechen, wonach die Hörfunkzulassung nicht geteilt, sondern nur an einen Betreiber vergeben werden kann, gründeten der Verein Agora und Radio Korotan GmbH eine Gesellschaft, die Agora Korotan AKO Lokalradio GmbH, an der beide Radiobetreiberinnen zu gleichen Teilen als Gesellschafterinnen beteiligt waren, und die als Antragstellerin gegenüber der KommAustria auftrat.
1998 wurde der Agora Korotan AKO Lokalradio GmbH der Betrieb genehmigt und nach einer Novellierung des Rundfunkgesetzes am 18. Juni 2001 die Hörfunkzulassung KOA GZ KOA 1.216/01-10 auf zehn Jahre erteilt. Die Agora Korotan AKO Lokalradio GmbH blieb bis 20. Juni 2011 Lizenzhalterin.
Am 26. Oktober 1998 (nach Erteilung der Hörfunkzulassung) erfolgte der Sendestart von Radio Agora 105,5. Unter dem Slogan „Svež veter v koroški eter/frischer Wind im Kärntner Äther“ bzw. „Svobodni Radio Agora/das freie Radio Agora“ wurden täglich zwölf Stunden Programm gesendet, wobei die in Kärnten ansässige slowenische Volksgruppe von Anfang an gleichberechtigt mit einbezogen wurde.
2001 fanden parallel Gespräche mit der „Radio Korotan GmbH“ und dem ORF statt. Verhandelt wurde ein gemeinsam gestaltetes slowenischsprachiges Programmangebot für die Volksgruppe. Daraus entstand als Kooperation aller drei Radiosender das Pilotprojekt „Minderheitenradio in Kärnten“, in dessen Rahmen von Juni 2001 bis Ende 2002 täglich von 06:00 bis 18:00 ein gemeinsam gestaltetes slowenisch sprachiges Programm unter dem Sendernamen „Radio dva“ gesendet wurde. Von 18:00 bis 06:00 übernahm Radio Agora 105,5 in alleiniger Verantwortung die zwei- und mehrsprachige Programmgestaltung.
Ende Dezember 2002 beendete der ORF das Pilotprojekt mit der Radio Korotan GmbH, die sich inzwischen in Radio Dva GmbH umbenannt hatte, und dem Verein Agora. Es wurde im Jahr 2003 zwar weiterhin unter völlig unsicheren Finanzierungsvoraussetzungen ein gemeinsam gestaltetes Programm ausgestrahlt, vor allem aber wurde zwischen den drei Radiobetreibern über eine Wiederaufnahme der Kooperation verhandelt. Schlussendlich lag es auch im Interesse des ORF, eine Kooperation zu suchen, da er seit Jänner 2002 lt. ORF-G § 4 Abs. 5a gesetzlich dazu verpflichtet ist, ein angemessenes Programmangebot für die autochthonen Volksgruppen in Österreich auszustrahlen, und dies gemäß ORF-G § 5 (1) teilweise auch mit privaten Anbietern realisieren kann.
Im Frühjahr 2004 kamen die Verhandlungen zum Abschluss, und am 21. März begann für den Verein Agora die neuerliche Kooperation mit dem ORF und dem kommerziellen Privatradio „Radio dva GmbH“. Unter dem Sendernamen »Radio Dva-Agora« wurde von 06.00 bis 18.00 Uhr ein slowenischsprachig moderiertes Programm gesendet. Radio Agora 105,5 gestaltete davon in eigener inhaltlicher Verantwortung täglich zwei Stunden mit dem Titel »Agora Divan« jeweils von 13.00 bis 15.00 Uhr, die Radio dva GmbH sendete von 10.00 bis 12.00 Uhr und acht Stunden dazwischen gestaltete die slowenische Redaktion des ORF-Landesstudio Kärnten. Abends von 18.00 Uhr bis 06.00 Uhr früh setzte Radio Agora 105,5 mit dem zwei- und mehrsprachigen freien Radioprogramm fort. Die Kooperation, in deren Rahmen Radio Agora 105,5 täglich zwölf Stunden Programm produzierte, wurde auf die Dauer der Lizenzperiode (Juni 2011) abgeschlossen.
2006 sagte der Landeskulturreferent (BZÖ) Agora für die Umsetzung einer zwölfstündigen Jazzveranstaltung mit über 60 Musikern eine Förderung in der Höhe von 15.000 € zu, die jedoch sein Nachfolger (ebenfalls BZÖ) nicht ausbezahlte. Agora klagte die Summe ein und erhielt daraufhin lediglich 2500 €.
Im Jahr 2010 kündigte die Radio dva GmbH im Zuge der Antragstellung für die Lizenzperiode 2011 bis 2021 die Zusammenarbeit mit Agora auf. Beide Radios stellten daraufhin getrennte Anträge. Mit Bescheid der KommAustria wurde dem Verein Agora die Zulassung erteilt, und der Verein wurde damit alleiniger Zulassungsinhaber. Die Radio dva GmbH stellte ihren Sendebetrieb ein.
Die Kooperation zwischen Radio Agora 105,5 und dem ORF zur Versorgung der Volksgruppe mit einem slowenischsprachig moderierten Tagesprogramm in Kärnten wurde nunmehr zwischen diesen beiden Radiobetreibern bis 2021 neu vereinbart. Acht Stunden pro Tag sendet wie bisher die slowenische Redaktion des ORF-Landesstudio Kärnten, und Radio Agora 105,5 gestaltet während des Tages nunmehr vier Stunden Programm.
2012 beschloss Radio Agora 105,5 in Zusammenarbeit mit dem ORF Kärnten und Steiermark das Programmangebot auch für die slowenische Volksgruppe in der Steiermark auszuweiten. Am 21. Mai wurde mit Bescheid der KommAustria (KOA 1.216/12-003) der Sender auf der Soboth/Sobota in Betrieb genommen.
Kritik an der Sonderanstalt Saualm für Asylbewerber und dem Flüchtlingsbeauftragen des Landes Kärnten seitens der Geschäftsführerin von Radio Agora 105,5 führte dazu, dass dem Sender die Teilnahme am Integrationsprojekt „Integrationsdrehscheibe Kärnten“ verwehrt wurde. Radio Agora 105,5 hatte eine von Migranten gestaltete Sendeschiene geplant.

## Programm und Konzept
Radio Agora 105,5 ist ein freier und nichtkommerzieller Radiosender, d. h. das Programm ist werbefrei gestaltet. Außerdem haben Interessierte die Möglichkeit im Rahmen des Offenen Zugangs als freier Mitarbeiter bzw. freie Mitarbeiterin seine bzw. ihre eigene Sendung zu gestalten. Know-how, Sendezeit und Equipment wird von Agora (im Rahmen der Möglichkeiten) zur Verfügung gestellt. Ein großes Anliegen von Radio Agora ist es ebenfalls, Minderheiten eine Stimme zu verleihen und deren Interessen in den Fokus zu rücken. Dies zeichnet sich durch die Mehrsprachigkeit des Senders (derzeit Deutsch, Slowenisch, Bosnisch, Kroatisch, Serbisch, Russisch, Ungarisch, Spanisch und Englisch) und die Vielfältigkeit des Programmes aus. Derzeit gibt es 34 verschiedene Sendungen die sowohl von Angestellten als auch von freien Mitarbeitern gestaltet werden.

### Organisation
Der Sender ist als gemeinnütziger Verein organisiert (ZVR-Zahl 224485150). Obmann ist Jani Oswald. Der Vorstand setzt sich des Weiteren zusammen aus Karin Prucha, Barbara Ambrusch-Rapp, Anna Ennemoser, Vladimir Wakounig, Werner Überbacher und Dorian Krištof.

### Frequenzen

#### Kärnten/Koroška
- 105,5 MHz Dobrač/Dobratsch
- 106,8 MHz Golica/Koralm
- 100,9 MHz Železna Kapla 2/Bad Eisenkappel 2
- 100,9 MHz Čajna/Nötsch
- 100,0 MHz Železna Kapla 1/Bad Eisenkappel 1
- 107,5 MHz Slovenji Plajberk/Windisch Bleiberg
- 106,6 MHz Sele Fara/Zell Pfarre
- 100,6 MHz Mostič/Brückl
- 98,8 MHz Vetrinj/Viktring

#### Steiermark/Štajerska
- 101,9 MHz Sobota/Soboth
- 98,4 MHz Lučane/Leutschach
- 92,6 MHz Radgona/Radkersburg

Quelle Homepage von Radio Agora:

## Projekte
EU-geförderte Projekte
- Sprachen – Grenzen – Literaturen I: durchgeführt mit Partnerradios in Slowenien, Italien, Frankreich und Deutschland.
- Sprachen – Grenzen – Literaturen II: durchgeführt mit Partnerradios in Slowenien, Italien, Frankreich und Deutschland
- Bumerang: mehrsprachige Jugendsendungen in Minderheitensprachen, durchgeführt mit Partnerradios in Slowenien, Italien, Frankreich und Deutschland
- S kulturo na krilih – Kultur verleiht Flügel – La cultura ti da le ali: Kulturvermittlungsprojekt mit ein- zwei- und mehrsprachigen Jugendlichen zum Thema Kulturarbeit in Slowenien, Friaul und Kärnten unter besonderem Einsatz neuer Technologien. Durchführung mit Partnerradios in Slowenien, Italien, United Kingdom (Wales) und Deutschland.
- Svež veter v koroški eter / Frischluft für Kärnten: Grundkurs der Slowenischen Sprache in 40 für den Hörfunk gestalteten Folgen samt begleitendem Skript und Produktion einer Reihe von Kurzfeatures über Fachvokabular „Na dan z besedo - heraus mit der Sprache“ in slowenischer und deutscher Sprache.
- ZIM – Zweisprachigkeit im Minderheitenradio: Entwicklung eines methodischen Leitfadens für zweisprachig moderierte Sendungen. Durchführung mit Partnerradios in Slowenien, Italien, Wales, Deutschland, Österreich
- Glas od gore in iz dole: Zwölfteilige Sendereihe über alternative Landwirtschaft

Kooperationen/Partnerschaften in EU-geförderten Projekten
- Kooperation mit Radio Triglav (Jesenice/Slo), Produktion von slowenisch- und deutschsprachigen Sendungen zu Themen in der Grenzregion.
- Partner im Projekt „FEM FM CONNECTED“, gemeinsame Produktion von Radiosendungen zu Frauenthemen mit Frauen aus den Redaktionen anderer Freier Radios in Österreich, Deutschland und des Dachverbandes der europäischen Freien Radios AMARC
- Partner im Projekt „NoSo“, Produktion und Austausch und von Sendungen von Freien Radios zu entwicklungspolitischen Themen
- Partner von Radio Študent an „Opportunity seldom knocks twice“, Produktion von Sendungen, Ausstrahlung und Sendungsaustausch zum Thema „Europa aus Sicht der kleinen Staaten“.
- Partner von Radio Študent an „Practical Training for an All Round Broadcaster“, Entwicklung und Erstellung eines Handbuchs für die Ausbildung zum All Round Broadcaster
- Partner von Radio Aufdraht im Projekt „ALME – Acoustic literature map of Europe“

Erstellung einer literarischen Landkarte der Sprachen Europas Mai 2004 – Dezember 2006. Subprojekt „Kraji.Sprachen.Identità“
- Partner des VFRÖ (Verband Freier Rundfunk Österreich) in „Radiodialoge – Stimmen der Vielfalt I“. Im Europäischen Jahr des interkulturellen Dialogs produzieren sechs Freie Radios in Österreich insgesamt 48 einstündige Magazine, gestaltet von einem jeweils interkulturellem Redaktionsteam.
- Partner des VFRÖ (Verband Freier Rundfunk Österreich) in „Radiodialoge – Stimmen der Vielfalt II“.
- Nicht umsonst: „Ein Projekt der Freien Radios Österreich zum Europäischen Jahr der Freiwilligentätigkeit 2011. In dieser Sendereihe zu dem Themenkomplex ehrenamtliche Arbeit, Freiwilligentätigkeit, neue Formen der Arbeit, Bedeutung der reproduktiven Arbeit für die Gesellschaft, Zukunft der Erwerbsarbeit u. a. werden die Begrifflichkeiten geschärft und die Funktion und Formen der Freiwilligentätigkeit kritisch beleuchtet.“[23]
- Unsere Meinung ist zumutbar: Dies ist das gemeinsame Projekt der dreizehn Freien Radios in Österreich im Rahmen des EU Jahres 2010 zur Bekämpfung von Armut und sozialer Ausgrenzung.[24]
- Dynamo Effekt: Wie verlaufen Energieflüsse? Wo sollten Schwerpunkte für energiesparende und emissionsreduzierende Maßnahmen gesetzt werden? Was können die einzelnen Hörer tun? Wie lässt sich in politische und ökonomische Prozesse intervenieren? Die Sendereihe ist Teil eines europaweiten Projekts. Sieben Radiostationen produzieren je 30 Sendungen, die von insgesamt 300 Sendern ausgestrahlt werden.[24]
- Feministische offensive: Die Feministische Offensive 1910–2010 ist der Versuch, (Medien-)Produktion Frauen ins Schlaglicht öffentlichen Interesses zu rücken. Vertreterinnen freier Radios und anderer Medien trafen sich im Dezember 2009, um sich über die Möglichkeiten der Sendungsproduktion für Frauen in den unterschiedlichen freien Radios auszutauschen. Es wurde der Plan gefasst, ein gemeinsames Programm zu gestalten und zu übertragen.[24]

Weitere thematische Schwerpunkte und Projekte
- Kärnten unten durch: Vertonung des gleichnamigen Wanderbuches des Universitätskulturzentrums UNIKUM in 14 Features von Peter A. Krobath (1999)
- Zdravo! Seit wann?: Kärnten übt sprechen. Koroška vadi pogovor. Ein Sprachkurs in vier Lektionen. Konzept & Produktion: Universitätskulturzentrum UNIKUM (2001)
- Abenteuer Erziehung und Bildung – Pustolovščina vzgoje in izobrazbe: In dieser Sendereihe werden häufig auftretende Fragen im Zusammenhang mit Erziehung und Bildung in verständlicher Form, aber durchaus auf wissenschaftlicher Grundlage behandelt. Dabei wird darauf geachtet, dass in den einzelnen Beiträgen der Charakter des Abenteuers oder der Spannung der in Erziehung und Bildung liegt, ebenfalls zur Geltung kommt. Nach einer Anfangsphase werden sich die einzelnen Themen weitgehend an geäußerten Hörerwünschen orientieren.

Konzeption und Gestaltung der Sendung: Josef Klingler, Moderation: Lojze Wieser (2001).
- Liveübertragung des France Prešeren – Preis: Die Verleihung des größten Kulturpreises der Republik Slowenien an den Kärntner slowenischen Schriftsteller Florjan Lipuš wurde live aus Ljubljana/Laibach übertragen (2004).
- Liveübertragung des Symposions des Kärntner Schriftstellerverbandes aus Gmünd über Literaturen im Alpen Adria Raum (2005).
- Čas za literaturo: Produktion von 52 halbstündigen Literatursendungen über zeitgenössische Autoren in Slowenien (2006).
- Pregnanstvo – Die Vertreibung der Kärntner Sloweninnen und Slowenen: 14 Folgen erzählter Lebensgeschichte von Zeitzeugen zu den Ereignissen 1942 (2006).
- Jazztrain unterwegs: jährlich 10 bis 14 Liveübertragungen von Jazzkonzerten mit internationalen Jazzgrößen in Kooperation mit Jazzveranstaltern in Kärnten/Koroška (ab 2005 bis lfd.)
- jazz vor ort-jazz pri nas: In den Jahren 2004 bis 2007 von Radio Agora 105,5 organisierte Jazzveranstaltung am Jahresende, (2005 als zwölfstündiges Ereignis mit rund 50 bis 60 Musikern zum Thema „50 Jahre Jazz in Kärnten/Koroška“) mit internationalen und lokalen Musikern mit Schwerpunkt auf den Alpen Adria Raum, live übertragen auf Radio Agora 105,5.
- Literadio: Literadio ist einerseits ein Archiv für Aufnahmen von Autorenlesungen, Buchpräsentationen von Verlagen, Literaturdiskussionen und Literaturveranstaltungen. Andererseits bietet Literadio Live Radioprogramm von speziellen Literaturevents via Internet. Zusätzlich wird monatlich eine halbe Stunde Radioprogramm „Lit on air“ produziert, das auf den Radios des VFRÖ gesendet wird.[25]
- Festivalradio Trigonale: Die Trigonale ist ein Festival, das alte Musik in den Vordergrund rückt. Es findet seit 11 Jahren jeden September statt. Radio Agora 105,5 übernimmt 2013 die Übertragung einiger Konzerte.[26][27]
- Festivalradio schau.räume: Im Rahmen des Spectrums 2011 kam der Agora Divan von 20. – 30. Mai nach Villach/Beljak unter dem Motto: sprich mit uns, rede, erzähle, in der Sprache die dir gefällt, über die Lederergasse, über die Stadt, über dich.[28]
- Schulradiotag: Am 6. März 2013 fand der erste österreichische Schulradiotag statt. Alle 14 Freien Radios in Österreich übertrugen zwischen 09:00 und 17:00 Uhr ein Programm, das gänzlich von österreichischen Schülern gestaltet wurde.[29][30]

## Preise und Nominierungen
- 2000: "Radiopreis der Erwachsenenbildung in der Sparte projektbezogene und interaktive Produktionen für das mehrsprachige Feature „Youth Art Peace Network - ein innovatives Jugend-Theater-Projekt“.[7][31]
- 2000: Nominierung für den "Global Junior Challenge der Stadt Rom und Einladung nach Rom zur Projektpräsentation.[32]
- 2002: "Radiopreis der Erwachsenenbildung in der Sparte interaktives und experimentelles Radio für das Hörspiel „Das Europäische Haus“, produziert von Schülerinnen und Schülern der HBLA Pitzelstätten.[33]
- 2004: Nominierung für den "Radiopreis der Erwachsenenbildung für das Feature „Bella Ban – ein Portrait“ eine Schülerradiosendung der 2b des Ingeborg Bachmann Gymnasiums[34]
- 2009: Auszeichnung im Rahmen des "PRIX EUROPA für die achtstündige mehrsprachige Produktion "Universal Kisses"[35][36]
- 2011: "Plug In" Jugend-Hörspielpreis der Stadt Villach in Kooperation mit Ö1, 1. Platz für das Hörspiel "Generation Facebook", für die Teilnehmer des Talente-Camp-Radioworkshops.[37]
- 2023: Kärntner Menschenrechtspreis[38]